# Tomažin
Tomažin je priimek več znanih Slovencev:
- Andrej Tomažin (*1988), pisatelj
- Anja Križnik Tomažin (*1975), pevka, igralka in TV-voditeljica
- Blaž Tomažin Bolcar, odvetnik za športno pravo
- Irena (Z.) Tomažin (*1979), plesalka, performerka, glasbenica (glasovna umetnica - pevka)
- Jožef (Aljoša) Tomažin (1901—1925), pesnik, gledališčnik
- Katja Tomažin, atletičarka, profesorica športne vzgoje, kineziologinja
- Martin Tomažin, novinar
- Maša Tomažin Hladen, novinarka
- Mojca Tomažin (*1965), ekonomistka
- Nina Tomažin Bolcar, strokovnjakinja za trženje
- Tomaž Tomažin (*1971), kipar, videast, fotograf